# Fleuretta aneb Švadlenka a trubač
Fleuretta, plným názvem Fleuretta aneb Švadlenka a trubač (v německém originále Fleurette, oder Näherin und Trompeter, ve francouzštině Fleurette ou Couturière et Trompette) je komická opereta o jednom dějství francouzského skladatele Jacquese Offenbacha na původně francouzské libreto Philippa-Augusta Pittauda de Forges a Laurencina (vl. jm. Paul-Aimé Chapelle), které do němčiny přeložili a upravili Julius Hopp a Friedrich Zell (vl. jm. Camillo Walzel). Premiéra se konala 8. března 1872 ve vídeňském divadle Carltheater.

## Vznik a charakteristika

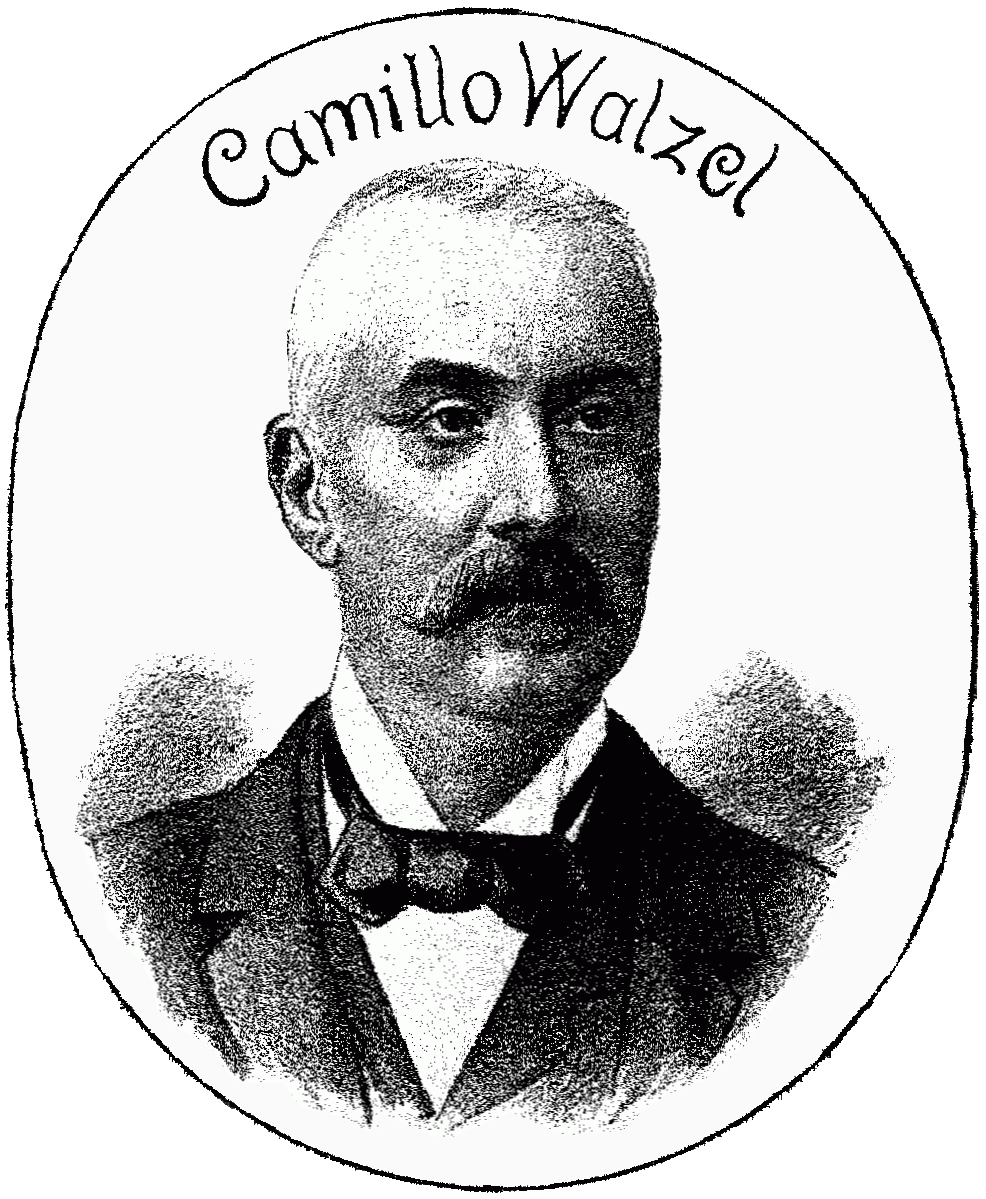
Camillo Walzel, jeden z libretistů Fleuretty

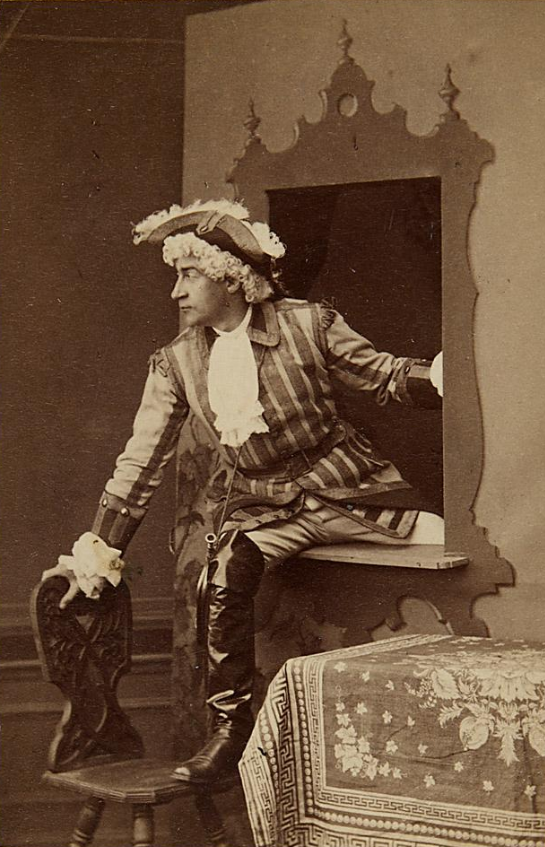
Karl Blasel v roli trubače Jolicœura, kterou ztvárnil ve světové i české premiéře Fleuretty

V době bezprostředně po prusko-francouzské válce ztratil Jacques Offenbach své téměř monopolní postavení v hudebně-zábavném divadle v Paříži. Jeho osoba a celý hudební žánr, který založil, byly vystaveny soustavné kritice tisku, která vyčítala „offenbachiádám“ demoralizující vliv, a i nálady a zájmy obecenstva se značně změnily. V pařížských divadlech triumfovala se svými operetami nová jména jako Charles Lecocq a Léon Vasseur, zatímco Offenbachova díla Sněhulák, Král Mrkev a Fantasio měla úspěch jen prostřední. Roku 1872 se proto Offenbach soustředil hlavně na Vídeň. Tam měl stále publikum, které přijalo Fantasia a především Sněhuláka příznivěji a stále chodilo na jiná jeho díla; divadelník Friedrich Strapmfer dokonce otevřel nové divadlo, které se mělo na Offenbachova drobnější díla specializovat. Strampfer si přál získat od skladatele úplnou novinku, avšak Offenbach dal přednost novému kusu pro divadlo Carltheater, jež bylo od konce 50. let 19. století významným ohniskem šíření Offenbachovy tvorby do střední Evropy a jež právě slavilo úspěchy se Sněhulákem.

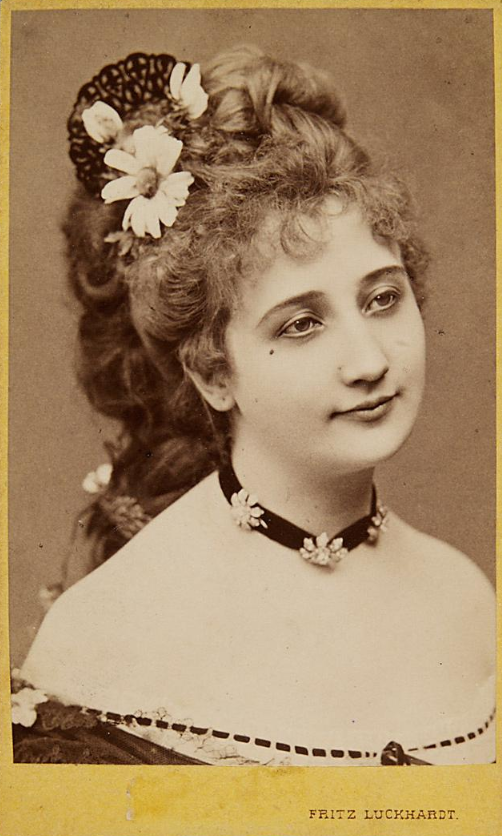
Mila Röder, první Fleuretta

Slovy českého Offenbachova životopisce Miroslava Šulce je Fleuretta „typická galská buffa z vojensko-měšťanského prostředí“. Její libreto považuje Šulc za „propastné“. Podobně jako v případě Rýnských rusalek Offenbach i přesto, že skládal pro německé divadlo, důvěřoval více francouzským libretistům a od nich získal i původní text. V tomto případě jimi byli Pittaud de Forges a Laurencin – tato dvojice mu již roku 1856 dodala libreto pro Číslo 66, Laurencin se podílel také na Pán a paní Denisovi a Pittaud de Forges mj. na aktovkách Přístěnek, Luc a Lucette, Paimpol a Perinetta a Markytánky Velké armády. Je možné, že libreto Fleuretty vzniklo již kolem roku 1863, jak uváděj někteří offebachovští badatelé, Offenbach však Fleurettu komponoval až na německý překlad pro vídeňskou inscenaci.
Původní libreto upravili a podstatně zjednodušili hudební skladatel a kapelník divadla Carltheater Julius Hopp a Friedrich Zell (vl. jm. Camillo Walzel). V originální francouzské verzi se děj odehrává na zámku Choisy a zmiňuje se vévodkyně de Châteauroux a její rivalka Madame d'Étoiles (což je narážka na Madame d'Étiolles). V německé úpravě se namísto toho mluví o údajné rivalitě známějších milenek Ludvíka XV., Madame de Pompadour a Madame du Barry, čímž je děj i časově posunut o asi 25 let, a i dějištěm je mezinárodně známější zámek ve Versailles. Rovněž byla přidána epizoda, v níž trubač Jolicœur vádí v ženském převleku majordoma Nicodèma.
Fleuretta je dílo napsané především pro titulní představitelku, která má několik sól a účastní se ve všech sedmi zpěvních číslech, která spolu s předehrou partituru operety tvoří. Její písně mají různou náladu (škádlivý duet s majordomem, lyrická roztoužená píseň, parodicky naivní kuplet, vojenský pochod). Hudba obsahuje rovněž různé efekty, například zpěvní imitaci trubky ve Fleurettině hlavní árii, efekt ozvěny v duetu s Jolicœurem a mlaskání v rozsáhlé obědní scéně v rytmu valčíku, která tvoří vrcholný bod partitury a byla v době premiéry obecenstvem také nejvíce oceňována.
Touto představitelkou byla půvabná jednadvacetiletá Mila Röderová (rozená Mila Mielke, později používala jevištní jméno Mila Rodani), v 70. letech 19. století jedna z největších operetních hvězd. Ve Fleurettě dostala příležitost zazářit nejen hraním a zpíváním, ale i hrou na harfu a na buben. I když jízlivá kritika poznamenala, že se Mila Röderová představila jako lepší švadlena než herečka a zpěvačka, byla při premiéře zahrnuta hlučnými ovacemi a záplavou květin, stejně jako třikrát vyvolaný Offenbach, který premiéru dirigoval, a představitelé obou dalších rolí, oblíbení komici vídeňských scén Josef Matras a Karl Blasel. Samotná opereta byla většinou odbyta pár slovy, například recenzent Neue Freie Presse ji označil za „neškodnou drobnost, která ale obsahuje docela hezké a pikantní věci“. Recenzent deníku Wiener Zeitung vypočítává úbory a scénické akce „zázračného dítěte“ Mily Röderové a ptá se, jestli neměly sloužit jako náhrada toho, co operetě chybí, totiž přitažlivého libreta a původní, oslovující hudby. Premiérový úspěch byl klamný, kouzlo Fleuretty rychle vyprchalo. Hrála se desetkrát za sebou a pak ještě desetkrát střídavě do konce roku 1872, což bylo daleko za účekáváními. Mila Röder ještě téhož roku vytvořila hlavní ženskou roli Marinetty ve tříaktové operetě Černý korzár (21. září 1872 Divadlo na Vídeňce), třetím a posledním díle napsaném Offenbachem pro Vídeň, jež bylo rovněž pro skladatele i pro zpěvačku relativním zklamáním. S výjimkou féerie Whittington, napsané pro londýnské divadlo Alhambra, se Offenbach s dalšími díly opět orientoval na Paříž.
Současně s premiérou byla ve Vídni vydána zpěvní čísla operety v nakladatelství C. A. Spina. (Je zajímavé, že předehru dochovaný rukopis neobsahuje a je možné, že pochází z cizí ruky.) Ve Francii nebyla Fleuretta za Offenbachova života hrána. Na začátku divadelní sezóny 1875/76 se sice začala připravovat inscenace v Théâtre des Bouffes-Parisiens, byly rozděleny role (Fleuretta=Louise Théo, Jolicœur=Colombey, Binet=Daubray) a konaly se i první čtené zkoušky, ale z inscenace z neznámých důvodů sešlo. Teprve více než deset let po skladatelově smrti, roku 1891, vydalo nakladatelství Choudens klavírní výtah a původní libreto Fleuretty, tentokrát se žánrovým označením opéra comique.
Již roku 1864 uvedl ve Štrasburku svou opéru comique s názvem Fleurette Victor Ernst Nessler; bylo to první hudebně-dramatické dílo tohoto dobově úspěšného skladatele lidových oper. Název Fleurette nesou rovněž například opera Augusta L. Tamplina (Londýn, Gaiety 1873), opereta Emmy R. Steinerové (New York 1891) a opera Aristida Martyho (Toulouse 1924).

## Inscenační historie

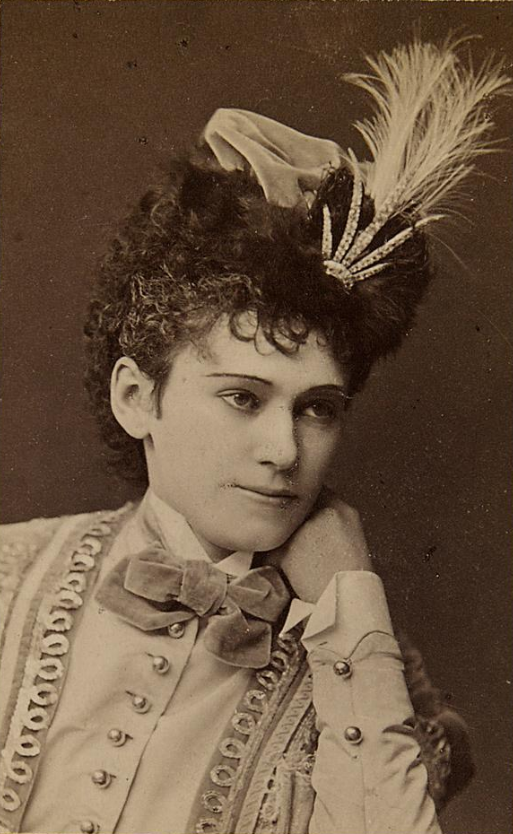
Irma Nittingerová, první Fleurette v pražské inscenaci 1872, zde jako princ Orlofsky ve Straussově Netopýru roku 1874

Inscenační historie Fleuretty je chudá. V srpnu 1872 se konala premiéra v Praze (viz níže), se špatným přijetím, a i premiéra v zemském divadle v Lublani 28. prosince 1876 byla veskrze nepovedená. V listopadu 1872 s ní Mily Röderová hostovala v berlínském Friedrich-Wilhelmstädtisches Theater s vlídným přijetím, avšak německá divadla se Fleuretty neujala. Překážkou pro rozšíření mimo střední Evropu byla skutečnost, že tato opereta neobdržela svou pařížskou premiéru. Teprve po roce 1891 bylo k dispozici i francouzské vydání a Fleuretta mohla být příležitostně uváděna, i když její inscenační historie není dobře dokumentována. Ve 30. letech ji však uvádělo mezinárodní vysílání francouzského rozhlasu. Ojedinělé uvedení v anglicky mluvívím prostoru představovala inscenace Wolf Trap Opera ve Vienně, Virginie, roku 1985.
Jednou z nedávných výjimek je inscenace na festivalu v Étretatu 2014. Pod společným tématem „Offenbach a vojáci“ zde byla uvedena spolu s další málo hranou operetou Dragonette (1857) v roce 100. výročí začátku první světové války; tato inscenace společnosti La Péniche Opéra se hrála rovněž v Théâtre Impérial de Compiègne a v pařížském divadle Vingtième Théâtre.
Roku 2019 uvedlo Fleurettu jednak sdružení štrasburských hudebníků „Brin de folie“ v alsaském Vendenheimu v kombinaci s Panenským jablíčkem, jednak společnost Opéra de Barie na zámku Hamel v Castets-en-Dorthe v kombinaci s Mozartovou Káhirskou husou.

### České země
V českých zemích poprvé uvedlo tuto operetu Německé zemské divadlo na své letní scéně v Novoměstském divadle 22. srpna 1872. Hvězdou byl známý komik a vídeňský představitel Jolicœura Karl Blasel, který se také publiku nejvíce líbil. Kritický ohlas byl celkem příznivý, i když ne nadšený (Prager Abendblatt: „Tato drobnost zapůsobila příznivě, ačkoli se s lepšími Offenbachovými jednoaktovkami měřit nemůže.“). Deník Bohemia poznamenával, že „Offenbachova partitura je zjevně zaměřena na dovedné, lehkého a graciézního přednesu schopné zpěváky“, což nebyl nikdo z pražských protagonistů. O zpěvu bylo možné mluvit jen u představitelky titulní role slečny Irmy Nittingerové, která však u obecenstva nenacházela nejmenší sympatie. Fleurette tak z repertoáru záhy zmizela.
Jedinou českou inscenaci vypravilo 10. dubna 1920 Národní divadlo v Brně; mělo k tomu nejlepší možnosti, neboť získalo hudební archiv Carltheatru. Ve spojení s dalšími Offenbachovými aktovkami Svatba při lucernách a Dafnis a Chloé ji připravili režisér Vladimír Marek a dirigent Stanislav Doubravský. Lidové noviny označily všechny tři operety jako „dost už vybledlé textově i omšelé hudebním svým rouchem, ale přece vždy ještě schopné pobavit beznáročné obecenstvo letního divadla“. Recenzent Moravské orlice o Fleurettě mínil, že „je hudebně slabší, působí hlavně libretem“.
V roce 1932 vysílalo Fleurettu (patrně v češtině) též bratislavské studio Radiojournalu.

## Osoby a první obsazení

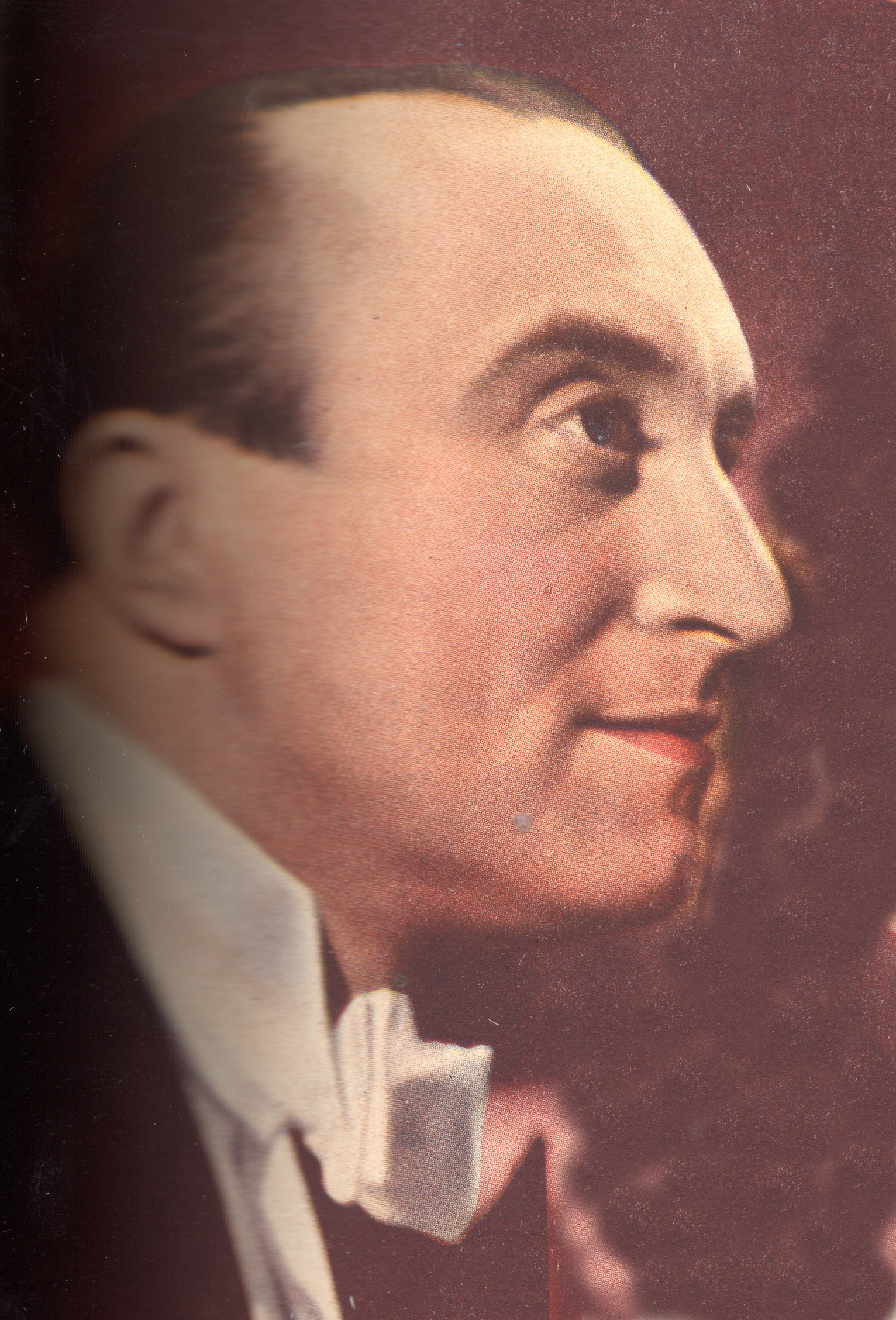
Pro Oldřicha Nového byl trubač Jolicœur z Fleuretty jednou z prvních rolí

| osoba                                                                             | hlasový obor        | světová premiéra (8.3.1872) | česká premiéra (22.8.1872) | premiéra v češtině (10.4.1920)        |
| --------------------------------------------------------------------------------- | ------------------- | --------------------------- | -------------------------- | ------------------------------------- |
| Fleurette Coquenjoie, švadlenka                                                   | soprán              | Mila Röder (Rodani)         | Irma Nittinger             | Věra Skalská                          |
| Jolicœur, trubač u mušketýrů                                                      | tenor               | Karl Blasel                 | Karl Blasel                | Oldřich Nový                          |
| Théophile Binet, kastelán zámku Choisy [něm. Nicodème, hofmistr hraběnky Dubarry] | tenor buffo (trial) | Josef Matras                | Karl Beringer              | Vladimír Marek (režisér)              |
| První sluha                                                                       | …                   | Schert                      | Weiß                       | …                                     |
| Druhý sluha                                                                       | …                   | Scridani                    | Böhm                       | …                                     |
| Ženský hlas                                                                       | …                   | Giebrau                     | …                          | …                                     |
| Dirigent:                                                                         | Dirigent:           | Jacques Offenbach           | …                          | Stanislav Doubravský (vl. jm. Staněk) |

## Děj operety (podle francouzské verze)

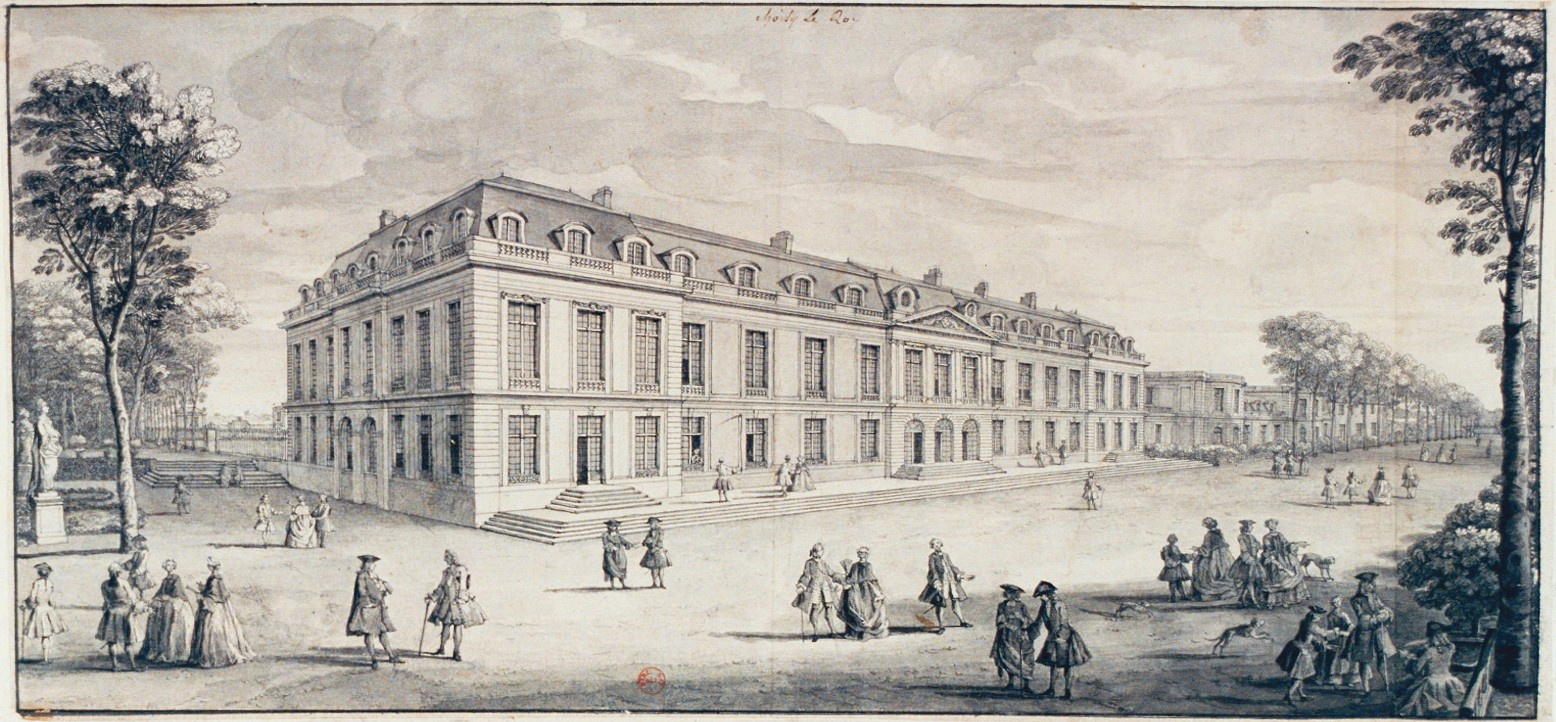
Zámek Choisy, v jehož podkroví se opereta Fleuretta odehrává, v době Ludvíka XV.

(Místnost v mansardě zámku Choisy, první polovina 40. let 18. století) Dva sluhové přivádějí protestující Fleurettu, jež slouží jako první švadlena u paní Flamboyantové, dvorní krejčové. Na dnešní večer Fleurettu pozval její milý Jolicœur, trubač od královských mušketýrů, na dobrou večeři do Ramponneauova hostince. Proto také, když jí přijela k domu drožka, do ní bez váhání nastoupila domnívajíc se, že ji pro ni poslal Jolicœur. Ale místo toho byla odvezena na neznámé místo a nikdo jí nechce říci, kam. Má strach, že ji unesli lovci bílého masa a prodají ji pohanům. Až kastelán Théophile Binet jí prozradí, o co jde: Dnes večer se má konat za přítomnosti krále Ludvíka XV. představení hry Les Racoleurs od Jeana-Josepha Vadé, v němž má roli tambora Laraméea hrát Madame d'Étoiles. Ta by si přála získat královu přízeň namísto vévodkyně de Châteauroux, a proto chce svůj kostým upravit tak, aby co nejvíce vynikly její ženské přednosti. Představení začíná za hodinu a je třeba pracovat rychle. Binet slibuje Fleurettě 25 louisdorů, pokud se jí úkol podaří – jinak ji však čeká Bastila. Současně však mladé švadlence zařizuje večeři, dvoří se jí a vyzdvihuje přednosti zralého milence – o nichž však Fleuretta pochybuje (č. 1 duet-kuplet On peut avoir le cœur tendre / Nicht nur die goldene Jugend).

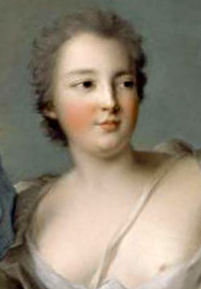
Marie-Anne de Mailly, vévodkyně de Châteauroux

Fleuretta se dává bez nadšení do práce. Chce se jí spár a přitom vzpomíná na svého Jolicœura a obává se, co si pomyslí o jejím zmizení (č. 2 kuplet Ah! pour moi quel séduisant présage / Wie bewegt vom Zephirwinden). Navíc nemá přesné rozměry paní d'Étoiles; ale ví, že je přibližně její postavy, a proto zkouší kostým tambora na sobě. Však viděla onu hru na pouťovém divadle a sama by Laraméea zahrála lépe než leckdo. Ale čas utíká. Vtom Fleuretta zaslechne zvenčí troubení a poznává, že její milý Jolicœur je nablízku (č. 3 recitativa a árie Déjà l'heure s'avance… Aimable trompette! / Aber was soll das Träumen… Was ist das? Ach was hör' ich?). Podle zpěvu, kterým Fleuretta melodii trubky provází, ji Jolicœur brzy najde a vleze do okna. Fleuretta mu vysvětlí situaci a společně litují zmeškané večeře, protože mají hlad jako vlci. Spokojí se však s poměrně bohatým pohoštěním, které zde zanechal Binet (č. 4 duet Oui, je l'avoue / Mir ist zu Mut gar jämmerlich).
Tu divadelní zvon ohlašuje, že představení brzy začíná. Binet se vrací vyzvednout kostým. Ve ztemnělém podkroví nevidí Fleurettu ani Jolicœura, kteří se schovávají za kusy nábytku a zpívají Binetovi z střídavě z obou stran jako jedna osoba (č. 5 kuplet Je suis l'ouvrière modèle / Ich bin die kleine Näherin). Binet je zpěvem okouzlen, nicméně se dožaduje hotového kostýmu, zvláště když zvon dále zvoní. Fleurette vystoupí z úkrytu v tamborském úboru a Jolicœur v trubačském. Oba tvrdí Binetovi, že jsou Fleurettini nápadníci, a s pohrůžkami se dožadují, aby jim švadlenku vydal. Binet je zcela zmaten a vystrašen (č. 6 tercet Halte! et du silence / Halt nich von der Stelle). Zachraňuje se útěkem a volá stráže, zatímco poslední zvonění ohlašuje začátek představení.
Fleuretta se rychle převléká zpět a chce s Jolicœurem uprchnout, ale Binet se vrací se strážemi rozhněván. Kvůli švadlenině meškání muselo být představení zrušeno, paní d'Étoiles zuří a prý i král je rozzloben – kurýr ve službě vévodkyně de Châteauroux Binetovi předal králův osobní rozkaz. Avšak ukáže se, že rozkaz nadiktovala vévodkyně, potěšená blamáží své sokyně. Posílá nedbalé švadleně celých 50 louisdorů, které jí mohou sloužit jako věno pro brzkou svatbu se Jolicœurem. A na ni je pozván i Binet jako první mládenec – u Fleuretty sice nepochodil, ale alespoň získal nárok na nevěstin podvazek (č. 7 finále Oui, nous aurons une joyeuse fête / In unser Hochzeit schon feiern morgen).